# Акиф Леши
Акиф Леши (на албански: Akif Lleshi) е югославски партизанин, участник в комунистическата съпротива във Вардарска Македония, по-късно политик.

## Биография
Леши има брат Хаджи Леши, който е виден военен и политик от Албания. Преди Втората световна война Леши живее в Югославия и там става сътрудник на югославското разузнаване. През 1943 година се включва в НОВМ. След войната става председател на Народния и Околийския народен комитет в Охрид. Част е от Президиума на АСНОМ и пратеник в събранието на ФНРЮ. Емигрира в Албания през 1950 година, където брат му Хаджи Леши е председател на Президиума.